# 4305 Clapton
4305 Clapton este un asteroid din centura principală, descoperit pe 7 martie 1976, de Harvard Observatory.